# Onthophagus mixtidorsis
Onthophagus mixtidorsis é uma espécie de inseto do género Onthophagus, família Scarabaeidae, ordem Coleoptera.

## História
Foi descrita cientificamente por D'Orbigny em 1905.